# Eparchia di Dorostol

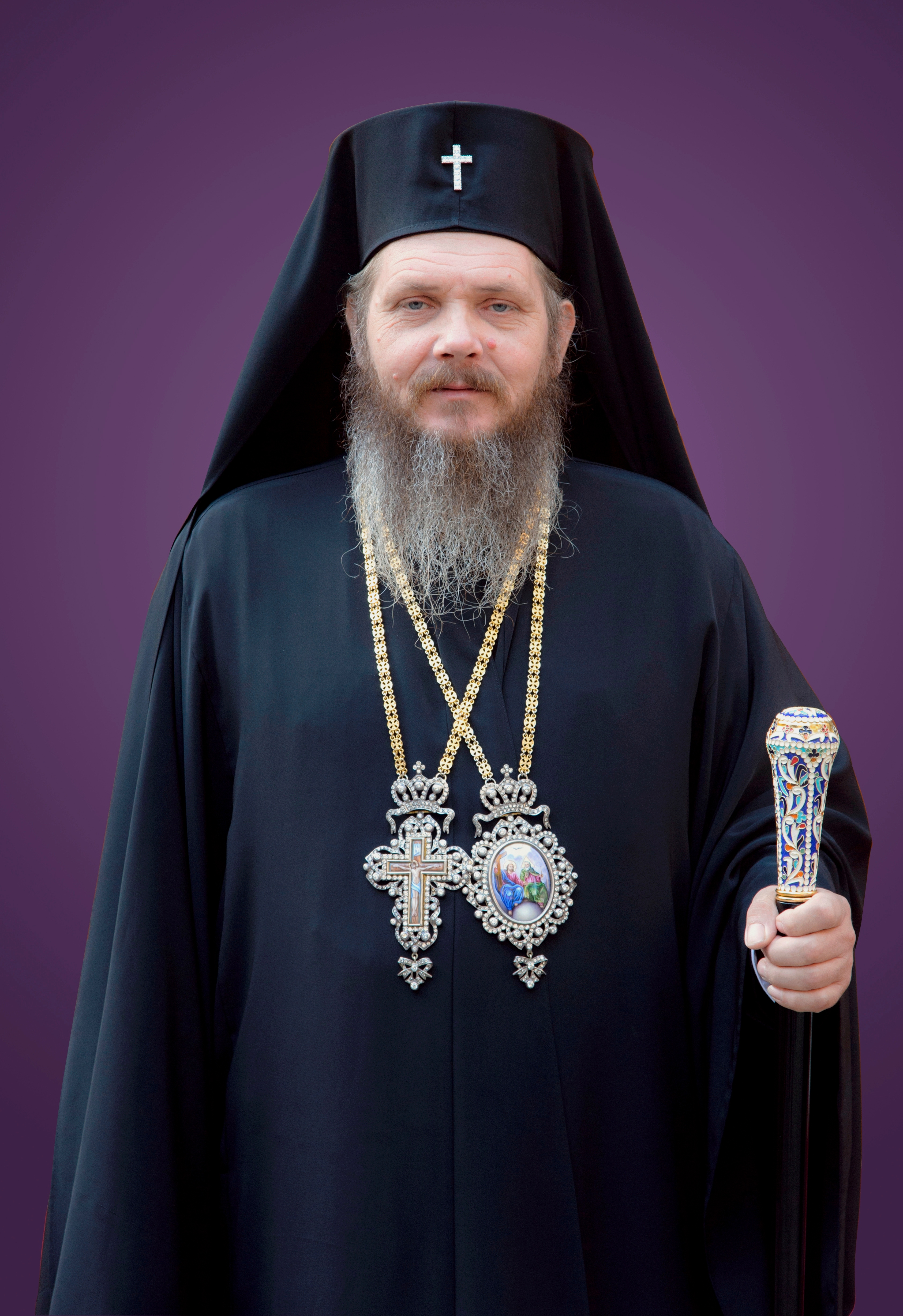
Giacomo, metropolita di Dorostol dal 25 ottobre 2020.

L'eparchia di Dorostol (in bulgaro: Доростолската епархия) è un'eparchia della chiesa ortodossa bulgara.
Dal 25 ottobre 2020, metropolita di Dorostol è Giacomo Stoichkov Donchev.

## Territorio
L'eparchia comprende tre comuni nel nord-est della Bulgaria: Silistra e Dulovo nel distretto di Silistra, e Tervel nel distretto di Dobrič.
Sede eparchiale è la città di Silistra, dove si trova la cattedrale dei Santi Pietro e Paolo.
Conta 60 chiese ed è divisa in tre vicariati: Silistra, Dulovo e Tervel.

## Storia
La diocesi di Durostorum è una delle prime diocesi sorte nelle terre bulgare. Incerta è l'origine della diocesi, attestata nel IV secolo con il vescovo Aussenzio, discepolo di Ulfila, vescovo ariano. Dopo di lui sono noti altri quattro vescovi: Giacomo, che partecipò al concilio di Efeso del 431 e che fu messo dai padri conciliari fra gli scismatici per essersi opposto ad una frettolosa condanna dei nestoriani; Monofilo, che sottoscrisse la lettera dei vescovi della Mesia Seconda all'imperatore Leone (458) in seguito all'uccisione del patriarca alessandrino Proterio;; e Giovanni, che prese parte al concilio di Costantinopoli del 553. Il nome del vescovo Dolcissimo appare in un'iscrizione funebre scoperta a Varna (l'antica Odesso), databile alla fine del VI secolo.
In seguito alle invasioni degli Slavi e dei Proto-bulgari, non si hanno più notizie della diocesi, che riappare solo dopo la conversione dei bulgari nell'865. È inoltre attestata tra le diocesi appartenenti alla giurisdizione dell'arcivescovado di Ocrida nella prima metà dell'XI secolo. Da questo momento la diocesi è nota con il nome slavo di Durostorum, ossia Dristra (o anche Distra). Il primo vescovo conosciuto di questa diocesi è Leonzio, che nel 1072 ha preso parte ad un sinodo convocato dal patriarca di Costantinopoli Giovanni VIII Xifilino.
Nei primi secoli del secondo millennio, la diocesi passò a più riprese dalla giurisdizione della Chiesa bulgara a quella del patriarcato di Costantinopoli. A questa seconda giurisdizione è attestata nelle Notitiae Episcopatuum patriarcali come metropolia, tra la fine dell'XI secolo fino agli inizi del XV secolo. In queste fonti la sede era nota con il nome di "metropolia di Dristra" (in greco: Ιερά Μητρόπολις Δρύστρας).
Dopo l'invasione ottomana nel tardo XIV secolo la metropolia di Dristra passò sotto il controllo definitivo del Patriarcato di Costantinopoli, per rimanervi fino al XIX secolo.
Il 28 febbraio 1870 sultano Abdul Aziz emise un editto di istituzione dell'esarcato bulgaro e nello stesso anno il sinodo dei vescovi decise di unire le metropolie di Dorostol e di Červen, in una nuova sede vescovile con il nome di "eparchia di Dorostol-Červen" e con sede a Ruse. L'ultimo metropolita greco, Dionisio, dovette lasciare il Paese; alla sua morte il patriarcato non nominò più un successore patriarcale per Dristra.
Il 17 dicembre 2001 l'eparchia di Dorostol-Červen venne divisa nell'eparchia di Ruse e nell'eparchia di Dorostol, che acquisì l'odierno assetto territoriale.

## Cronotassi

### Vescovi di Dorostoro
- San Dasio †
- Aussenzio † (IV secolo) (vescovo ariano)
- Giacomo † (menzionato nel 431)
- Monofilo † (menzionato nel 458)
- Giovanni † (menzionato nel 553)
- Dolcissimo † (fine VI secolo)

### Metropoliti di Dristra
- Leonzio † (menzionato nel 1072)[12]
- Cristoforo † (menzionato nel 1082)[13]
- Leone Charsianites † (prima del 1147 - dopo il 1172)[14]
- Callisto † (menzionato nel 1438/1439)[15]
- Partenio † (prima del 1564 - dopo il 1580)
- Gregorio † (prima del 1583 - dopo il 1591)[16]
- Ioasaf † (menzionato nel 1605)[16]
- Gioacchino † (prima del 1615 - giugno/agosto 1618 deposto)[16]
- Metrofane † (agosto 1618 - dopo luglio 1619)[16]
- Melezio † (prima di dicembre 1621 - dopo marzo 1622 deposto)[16]
- Antonio † (menzionato nel 1623)[16]
- Melezio † (agosto 1623 - dopo maggio 1624 deposto)[16] (per la seconda volta)[17]
- Gioacchino † (gennaio 1626 - aprile 1628 deposto)[16] (per la seconda volta)
- Gregorio † (menzionato nel 1631)[16]
- Gioacchino † (? - 22 marzo 1633 deposto)[16] (per la terza volta)
- Antonio † (22 marzo 1633 - settembre/ottobre 1637 deposto)[16] (per la seconda volta)
- Geremia † (ottobre 1637 - febbraio 1638 eletto metropolita di Smirne)[16]
- Antonio † (1638 - agosto 1643 deposto)[16] (per la terza volta)
- Paisio † (menzionato nel febbraio 1647)[16]
- Antonio † (? - 16 marzo 1650 eletto metropolita di Patrasso)[16] (per la quarta volta)
- Macario † (luglio 1651 - marzo 1674 deposto)[16]
- Metodio (o Melezio ?) † (1671 ? - 1674 ?)[16]
- Dionisio † (21 marzo 1674 - ?)[16]
- Macario † (prima di marzo 1677 - dopo maggio 1679)[16][18]
- Gennadio † (prima di novembre 1682 - dopo giugno 1683 deposto o dimesso)[16][19]
- Macario † (menzionato nell'ottobre 1684)[16]
- Partenio † (prima di febbraio 1687 - prima di marzo 1691 dimesso)[16]
- Atanasio † (marzo 1691 - dopo ottobre 1710 eletto metropolita di Eraclea)[16]
- Ieroteo † (prima di ottobre 1711[16] - 1719 deceduto)
- Costanzo † (1725 - 1734 deceduto)
- Bartolomeo † (novembre 1734 - circa febbraio 1764 eletto metropolita di Atene)
- Cirillo † (1764 - luglio 1764 deceduto)
- Partenio † (luglio 1764 - 1790 deposto)
- Gregorio † (dicembre 1790 - 1800 dimesso)
- Gregorio † (settembre 1800 - gennaio 1806 dimesso)
- Cirillo † (gennaio 1806 - aprile 1813 dimesso)
- Callinico † (aprile 1813 - marzo 1821 eletto metropolita di Didymoteicho)
- Antimo † (marzo 1821 - novembre 1836 dimesso)
- Gregorio † (novembre 1836 - 11 dicembre 1839 deceduto)
- Gerolamo † (gennaio 1840 - novembre 1851 deceduto)
- Dionisio † (18 novembre 1851 - 4 gennaio 1879 deceduto)

### Metropoliti di Dorostol e Červen
- Gregorio Nemcov † (1º luglio 1872 - 16 dicembre 1898 deceduto)
- Basilio Mihailov † (18 luglio 1899 - 24 gennaio 1927 deceduto)
- Michele Todorov Chavdarov † (3 aprile 1927 - 8 maggio 1961 deceduto)
- Sofronio Stoichev † (4 marzo 1962 - 10 gennaio 1994 dimesso)
- Neofito Nikolov Dimitrov † (3 aprile 1994 - 17 dicembre 2001 eletto metropolita di Ruse)

### Metropoliti di Dorostol
- Ilarione Draganov Tsonev † (12 ottobre 2003 - 28 ottobre 2009 deceduto)
- Ambrogio Aleksandrov Parashkevov † (24 gennaio 2010 - 18 agosto 2020 deceduto)
- Giacomo Stoichkov Donchev, dal 25 ottobre 2020